# Chapelle Notre-Dame-du-Rosaire de Prats-de-Mollo
Pour les articles homonymes, voir Chapelle Notre-Dame-du-Rosaire.
La chapelle Notre-Dame-du-Rosaire de Prats-de-Mollo (en catalan : Mare de Déu del Roser de Prats de Molló) est un édifice religieux situé à Prats-de-Mollo, dans le département français des Pyrénées-Orientales, en région Occitanie.

## Description
La chapelle est située dans un faubourg à l'est de Prats-de-Mollo, elle est mitoyenne à trois maisons. Sa façade donnant sur la rue ne comporte qu'une porte d'entrée entourée des deux côtés par une fenêtre, surmontées d'un grand linteau en bois, avec une ouverture ronde tout en haut de la façade. L'édifice est couronné d'un clocheton surmonté d'une croix. La chapelle est construite en pierre, et couverte de tuiles.

## Histoire
La chapelle est construite en 1561, mais selon la tradition, la confrérie du rosaire de Prats serait bien plus ancienne. Elle était vraisemblablement l'œuvre privée d'une famille. Le révérend Roig est inhumé en 1675 à proximité du mur extérieur de l'édifice, il fait don de la moitié de sa succession pour embellir et vénérer la statue de la chapelle. Jusqu'au moins le XIXe siècle, deux fêtes y ont lieu chaque année, dont une d'entre elles pour commémorer la bataille de Lépante.